# C'mon Let's Pretend

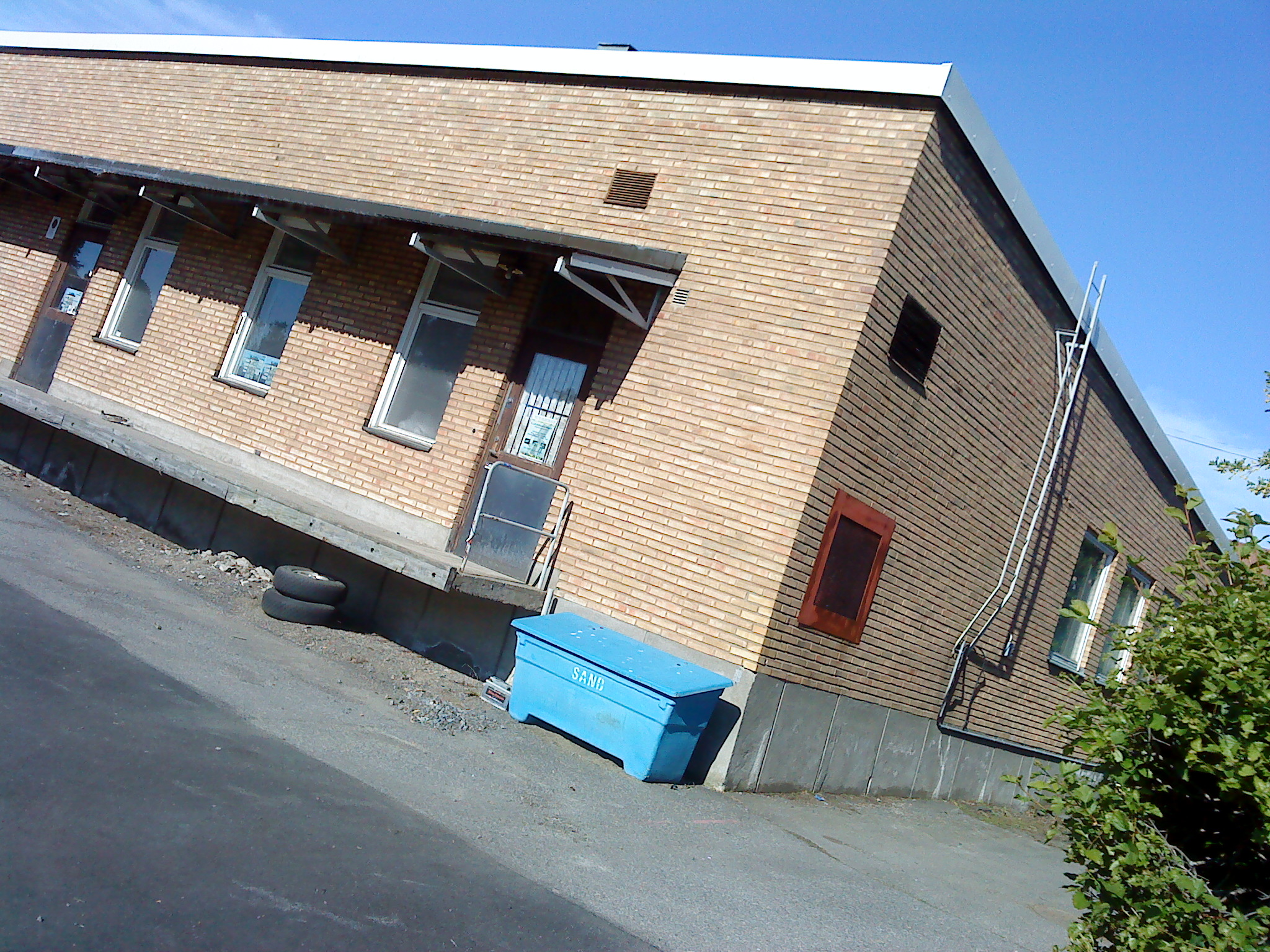
Inspelningsstudion Rumble Road Studio i Skellefteå

C'mon Let's Pretend är det första studioalbumet av den svenska rockgruppen Sahara Hotnights, utgivet i oktober 1999 på BMG/RCA Records. Liksom gruppens debutskiva från 1997, EP:n Suits Anyone Fine, producerades albumet i samarbete med Kjell Nästén i Skellefteå-studion Rumble Road Studio. De hade emellertid fått kontrakt med två stora skivbolag inför detta album.
C'mon Let's Pretend tillbringade totalt 24 veckor på Sverigetopplistan; det gick in den 4 november 1999 på plats 15, vilket också blev den högst uppnådda placeringen. Albumet gav även gruppen två nomineringar vid Grammisgalan 2000, Pop/Rock grupp och Årets nykomling.
Albumet gav upphov till fyra singlar: "Oh Darling!", "Quite a Feeling", "Push on Some More" och "Drive Dead Slow". Ingen av dessa tog sig in på Svenska singellistan, men "Drive Dead Slow" nådde andra plats på Tracks.
C'mon Let's Pretend är en av titlarna i boken Tusen svenska klassiker (2009).

## Låtlista
Alla låtar är skrivna av Maria Andersson och komponerade av Maria Andersson och Josephine Forsman.
Svensk och amerikansk version
1. "Push on Some More" – 3:32
2. "Quite a Feeling" – 3:43
3. "Drive Dead Slow" – 3:39
4. "Oh Darling" – 3:36
5. "Wake Up" – 3:29
6. "That's What They Do" – 4:35
7. "Impressed by Me" – 2:47
8. "Kicks" – 3:26
9. "Too Cold for You" – 2:41
10. "I Know Exactly What to Do" – 4:47
11. "Our Very Own" – 5:06

Brittisk version
1. "Push on Some More" – 3:32
2. "Quite a Feeling" – 3:43
3. "Drive Dead Slow" – 3:39
4. "Oh Darling" – 3:36
5. "Wake Up" – 3:29
6. "Kicks" – 3:26
7. "Impressed by Me" – 2:47
8. "Our Very Own" – 5:06

## Medverkande
Sahara Hotnights
- Maria Andersson – sång, gitarr
- Jennie Asplund – gitarr
- Johanna Asplund – bas
- Josephine Forsman – trummor

Produktion
- Björn Engelmann – mastering
- Hansi Friberg – manager
- Jonas Linell – fotografi
- Kjell Nästén – producent, ljudtekniker
- Nina Ramsby – formgivning
- Sahara Hotnights – producent

## Listplaceringar
| Lista (1999-2000)           | Högsta position |
| --------------------------- | --------------- |
| Sverige (Sverigetopplistan) | 15              |